# Карасьеозёрский
Карасьеозёрский — коттеджный посёлок в составе муниципального образования «город Екатеринбург» в Свердловской области России, подчинён Верх-Исетскому району Екатеринбурга. Состоит из двух частей: Карасьеозёрский-1 и Карасьеозёрский-2.

## Географическое положение
Коттеджный посёлок Карасьеозёрский расположен на восточном склоне Срединного Уральского хребта Среднего Урала на открытом участке преимущественно лесистой местности, располагается к юго-западу от Верх-Исетского пруда, к югу от реки Исети и находится к западу от областного центра города Екатеринбурга, с южной стороны от Новомосковского тракта. Возле посёлка есть небольшое озеро Карасье.

## Описание
Название посёлка происходит от озера Карасье, находящегося неподалёку от поселения. Карасьеозёрский представляет собой комплекс, состоящий из двух коттеджных посёлков: Карасьеозёрский-1 и Карасьеозёрский-2.

### Карасьеозёрский-1
Элитный посёлок, преимущественно состоящий из коттеджей, пользуется популярностью среди уральских политиков и бизнесменов. Так, согласно Росреестру, свою недвижимость здесь имеют действующий глава Екатеринбурга Алексей Орлов, бывший глава Екатеринбурга и сенатор Совета Федерации Аркадий Чернецкий, владелец РМК Игорь Алтушкин, семья владельца «Сима-ленда» Андрея Симановского, депутат Госдумы Лев Ковпак и другие.
Имеет въезд только со стороны Чусовского тракта. Также посёлок с Карасьеозёрским-2 соединяет техническая дорога для обслуживания системы водоснабжения. По этой дороге жители Карасьеозерского-1, имеющие специальный ключ от ворот, могут объехать Чусовской и попасть сразу на Новомосковский тракт.

### Карасьеозёрский-2
Посёлок преимущественно состоит из таунхаусов и малоэтажных многоквартирных домов, также в Карасьеозёрском-2 имеются твинсы и отдельные дома. С момента создания проекта, освоена только половина всей территории посёлка. Имеет въезд только со стороны Новомосковского тракта.

## История
Посёлок Карасьеозёрский-1 открылся в начале 2000-х годов. Строительство Карасьеозёрска-2 было начато после кризиса 2008—2009 годов. Изначально владельцем земли под двумя поселениями была одна и та же организация, но потом часть Карасьеозёрского-2 была продана московскому девелоперу, начавшему комплексное развитие посёлка.
В 2018 году появились первые сообщения собственников домов о заморозке строек и возврате денег со стороны ООО «Карасьеозёрск — 2» — компании-застройщика Карасьеозёрска-2, а уже в сентябре 2019 года Арбитражный суд Свердловской области начал рассматривать иск о банкротстве застройщика.

## Инфраструктура
В посёлке работают спортивный комплекс «Архангел Михаил», детский центр «Наследие», продуктовый магазин сети «Гастроном» и паб. В коттеджном посёлке Карасьеозёрском есть собственный парк, спортивная площадка и стрелковый клуб. Также в посёлке располагается частный музей оружия, принадлежащий бизнесмену Игорю Алтушкину. Промышленных предприятий в посёлке нет, большинство жителей работает в Екатеринбурге. До посёлка можно добраться на городском маршрутном такси из Екатеринбурга, а также на такси либо личным автотранспортом.